# 11-11-11
《11-11-11》은 스페인에서 제작된 대런 린 보우즈만 감독의 2011년 공포, 스릴러 영화이다. 마이클 랜디스 등이 주연으로 출연하였다.
이 영화는 브라질과 러시아에서 가장 유명하다.

## 출연

### 주연
- 마이클 랜디스
- 웬디 글렌
- 티모시 깁스

### 조연
- 루이스 솔러
- 로로 헤레로
- J. 라로즈
- 데니스 래프터

## 같이 보기
- 넘버 23
- 2012 (영화)